# 旅悟空
旅悟空は、上海を中心とする中国の観光情報、文化情報の発信や、中国から日本への 訪日旅行の送客をする中国本社（旅悟空国際旅行社有限公司）、及び中国からの訪日旅行の日本での現地地上手配をする日本支社（株式会社旅悟空国際旅行社）からなる旅行会社である。日本では一般消費者への直接販売をしていない為、あまり知られていない。

## 会社概要
株式会社国際旅行社と上海 旅悟空国際旅行社有限公司、 旅悟空国際旅行社 北京分社からなる日中間の旅行ビジネスを中心として営業しており、上海 旅悟空国際旅行社は、2014年に中国政府から上海では84社目となる中国からの訪日・海外旅行ライセンスを取得、昨今は中国国内市場向けに
日本への訪日旅行のほか、アジア方面を中心にした海外旅行商品を企画し、販売している。日本人が中国にて起業した企業の中では、
10年以上継続して経営している為、成功している部類に入ると言えるだろう。
在上海日本国総領事館の訪日旅行取扱い指定旅行社の認可を受けた、訪日観光取扱い旅行社の一社。また、日本通運シンガポール旅行支店が運営する日通ペリカントラベルネットの上海店、北京店、香港店の運営にも携わっている。

## 沿革
2006年6月 - 中国 上海にて上海 旅悟空 国際旅行社有限公司　設立。日本からの訪中旅行の現地手配を開始

2010年5月 - 中国民用航空局より航空券販売・発券ライセンスを取得、航空券の販売開始

2011年7月 - 日本 京都にて（株）旅悟空 国際旅行社 設立。中国からの訪日旅行の現地手配を開始

2014年7月 - 中国 上海にて上海では84社目となる 出境旅行業務（中国からの訪日・海外旅行）ライセンスを取得、中国からの主催訪日旅行の販売開始